# 四阿山の的岩

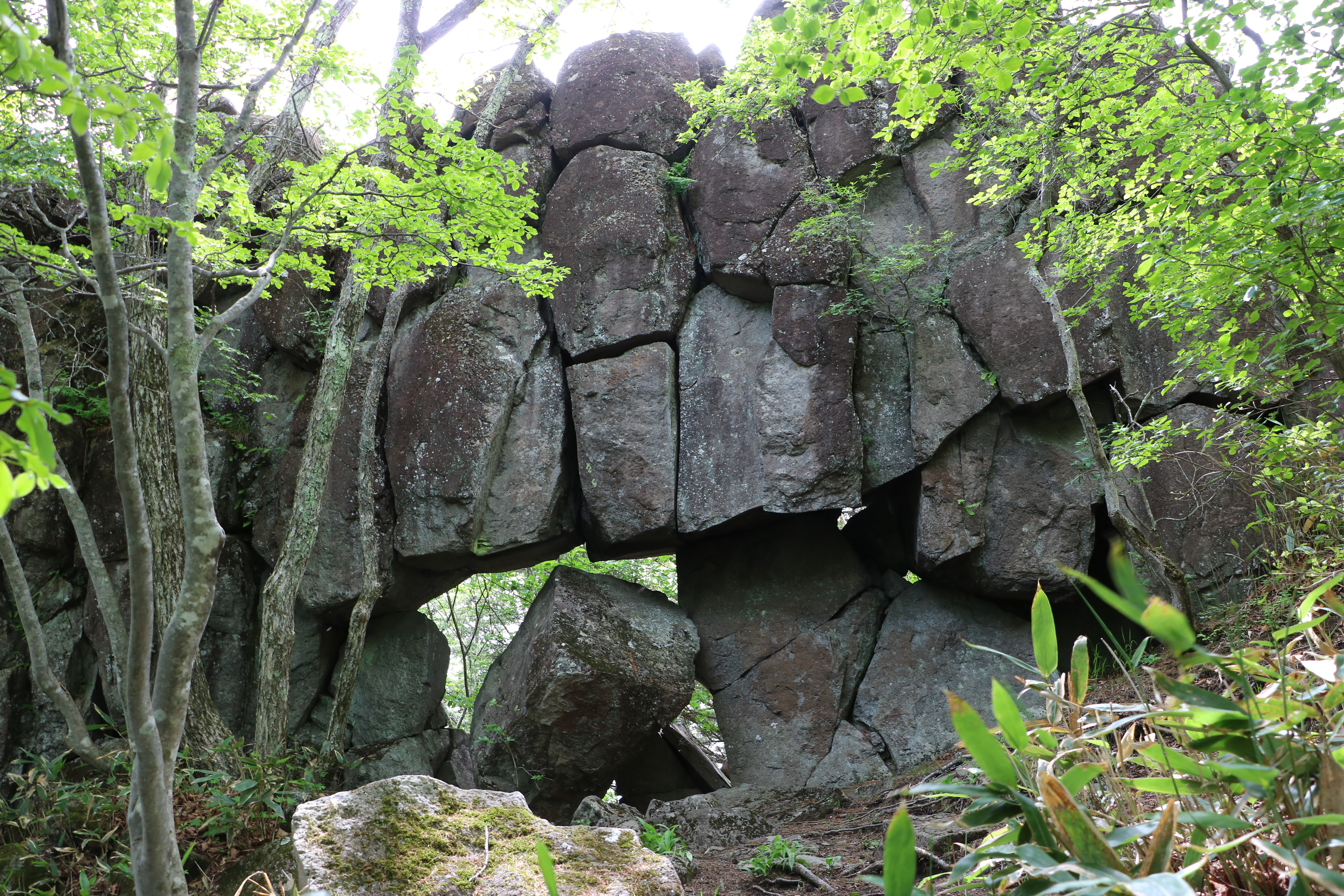
四阿山の的岩。名称の由来となった柱状節理の一部が抜け落ちた「的」の部分。群馬県側より撮影。「的」に見立てられた穴の向こう側は長野県である。2022年6月27日撮影。

四阿山の的岩（あずまやさんのまといわ）は、長野県と群馬県の県境にまたがる四阿山南側山腹の尾根上にある、国の天然記念物に指定された安山岩の岩脈である。岩脈の地理的な位置は長野県と群馬県の県境の大分水嶺上に所在するが、国の天然記念物としては長野県上田市真田町長（おさ）字十ノ原が指定所在地になっている。
この奇岩は日本百名山のひとつ四阿山（あずまやさん、標高2,354メートル）の火山活動で形成され、その後の浸食作用に伴い地表面に露出した複輝石安山岩の大規模な岩脈であり、上州（群馬県）側では「的岩」、信州（長野県）側では「屏風岩」と呼ばれて古くから知られている。標高約1,770メートル付近の県境尾根の上を、なぞるよう断続的に約400メートル続き、そのうち15メートル以上の高さで直立した部分が長さ約200メートルにわたり屏風を立てたように連なっている。直立する壁面に対して水平方向に六角形や五角形状の節理が明瞭に発達しており、この節理のひとつが抜け落ちて穴が開き窓のようになっている。昔の人々は巨岩に開いた穴を不思議に思い、この抜け落ちた部分は、源頼朝あるいは源為朝が的に見立て弓で射抜いて出来た穴である等の伝承が里人の間で起こり、ここから的岩と呼ばれるようになったという。
垂直に切り立った岩の両側側面の露出状態が明瞭で、側面の節理が米俵を大量に積み上げたように見え、さながら自然に出来たミニチュア版の万里の長城のような形状をしており、岩脈の標式的なものであるとして、1940年（昭和15年）2月10日に国の天然記念物に指定された。

## 解説

### 的岩岩脈の成因
四阿山の的岩は、長野県上田市の旧真田町と群馬県吾妻郡嬬恋村の県境にある国道144号の鳥居峠から、四阿山のある北方向へ県境上の尾根を3キロメートルほど登った標高約1,770メートル付近に所在する。
地表に現れている岩脈の規模は断続的に約400メートル延びており、大まかに3つに分かれている。このうち最も大きなものが一般的に的岩と呼ばれており、高さ約25メートル、長さ約190メートル、幅は広いところで2メートル程しかない細長い形状をしており、この的岩から南へ100メートルほど離れて、長さ60メートルほどのものがあり、反対に的岩の北側尾根の延長線上には形状が崩れた小さなものが並んでいる。
大まかに南北方向に延びる的岩岩脈の方位は、南側では北20度～40度東 (N20～40°E)、途中で東西方向を示し、北側では北40度～50度西 (N40～50°W)方向へ延びている。肉眼で見た岩の色は灰色もしくは黒灰色で、所々に斜長石や輝石の斑晶が見られる。垂直に切り立った岩の側面には、マグマが冷やされた際に生じた一辺1メートルから1.5メートル程の、六角形ないし五角形状の節理が岩壁の全面に発達しており、横から眺めると米俵を積み上げたように見える。また、この岩脈には磁気があるため、的岩の近くでは磁石が効かない。

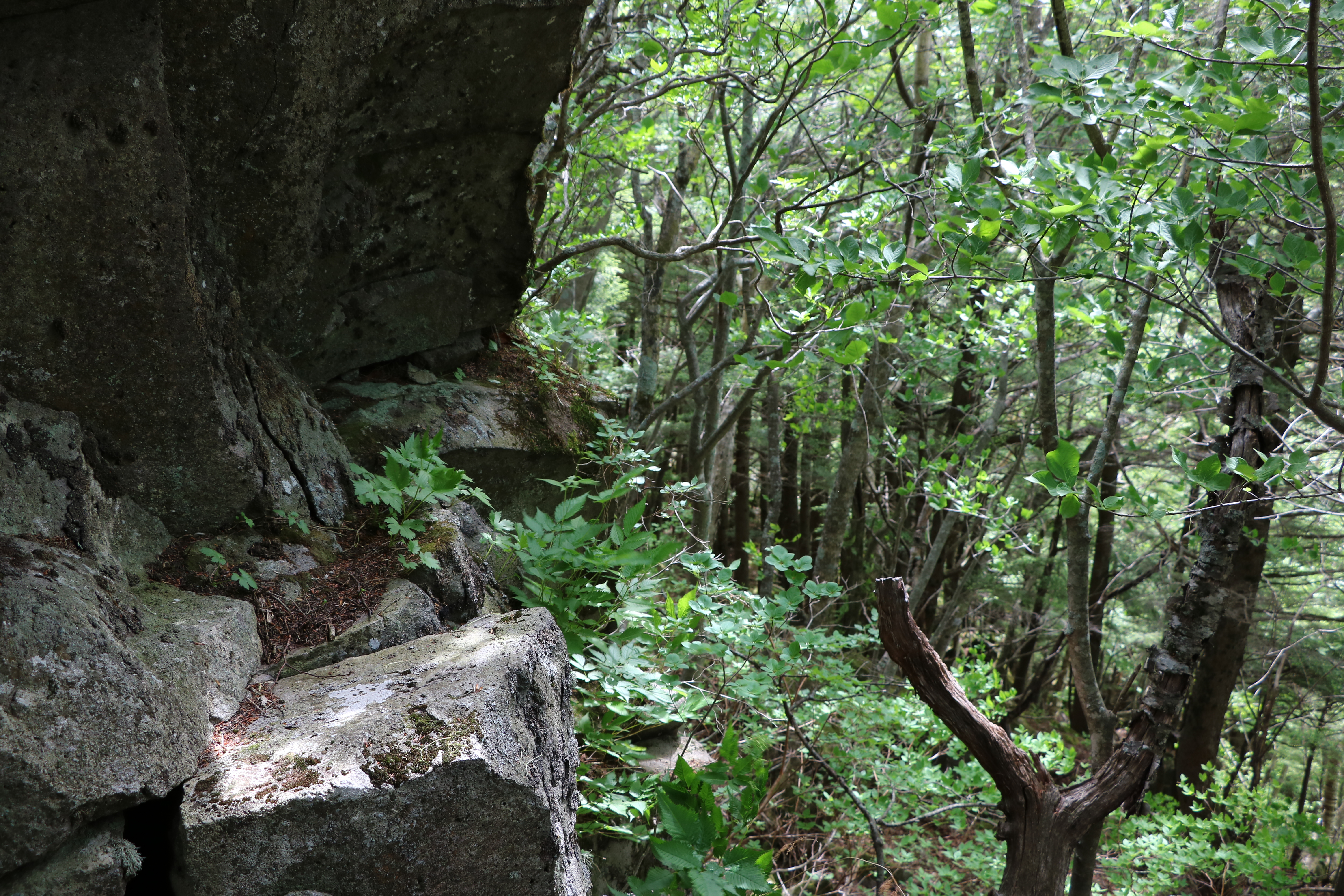
四阿山の的岩。抜け落ちた「的」の内部から長野県側を望む。
2022年6月27日撮影。

的岩岩脈の成因は四阿山群の火山活動によるもので、成因過程の細かい経過については複数の説があるが、岩脈自体が出来る仕組みは溶岩（マグマ）の貫入によるものであり、四阿山火山群の活動末期にあたる約28万年前に形成されたものと推定されている。
的岩岩脈は地下のマグマが移動する際、元々存在していた岩層の割れ目に沿って入り込み（貫入）、冷却に伴う固結時にひび割れが生じ（節理）、その後、長い年月をかけ周囲の比較的軟らかい場所が侵食作用や風化作用によって削られ、やがて岩脈の部分だけが残されて露出したものと考えられている。四阿山の山腹にはこのような岩脈が少なくとも5か所確認されているが、これらの中で的岩岩脈は最も規模の大きなもので、四阿山の岩脈はいずれも山体中心部から外側へ放射状に伸びており放射岩脈とも呼ばれている。
このようにマグマが貫入して出来た的岩岩脈であるが、生成時のマグマの移動がどのようなものであったのかは複数の仮説がある。的岩岩脈から見て四阿山の山頂とは反対方向にあたる南側の麓方向に、尾根筋から少し盛り上がった「的岩山（標高約1,750メートル）」がある。この的岩山は四阿火山群に複数ある寄生火山のひとつであり、この的岩山の火山活動によるマグマが地表方向へ貫入し、そのまま固結したものであるという説が古くからあるが、その一方で、四阿山本体方向からマグマが移動してきたという説もある。地表面に近いマグマの移動する方向は下から上方向ではなく、水平方向へ移動することもあるため、的岩岩脈の元となるマグマも的岩の直下からではなく、マグマの供給源である四阿山山体の中心部からマグマが移動して貫入し、その後、繰り返し起きた氷期により働いた侵食作用によって岩脈周囲の地表面が下がり、今日みられる岩脈部が露出したという説もある。
いずれにしてもマグマが固結冷却される際に、水平方向への節理が生じたため、このような形状の奇岩が作られ、過去の文献や資料によってはこの節理を方状節理とするものもあるが、四阿山の的岩に生じた節理は柱状節理である。柱状節理のよく知られたものとして福井県の東尋坊があるが、東尋坊などで見られる節理は角柱を立てたような垂直方向の形状であるのに対し、四阿山の的岩は横たわった形で水平方向に節理が出来たため、横から見ただけでは一般にイメージされる柱状節理とは印象が異なる。

### 的岩の伝説

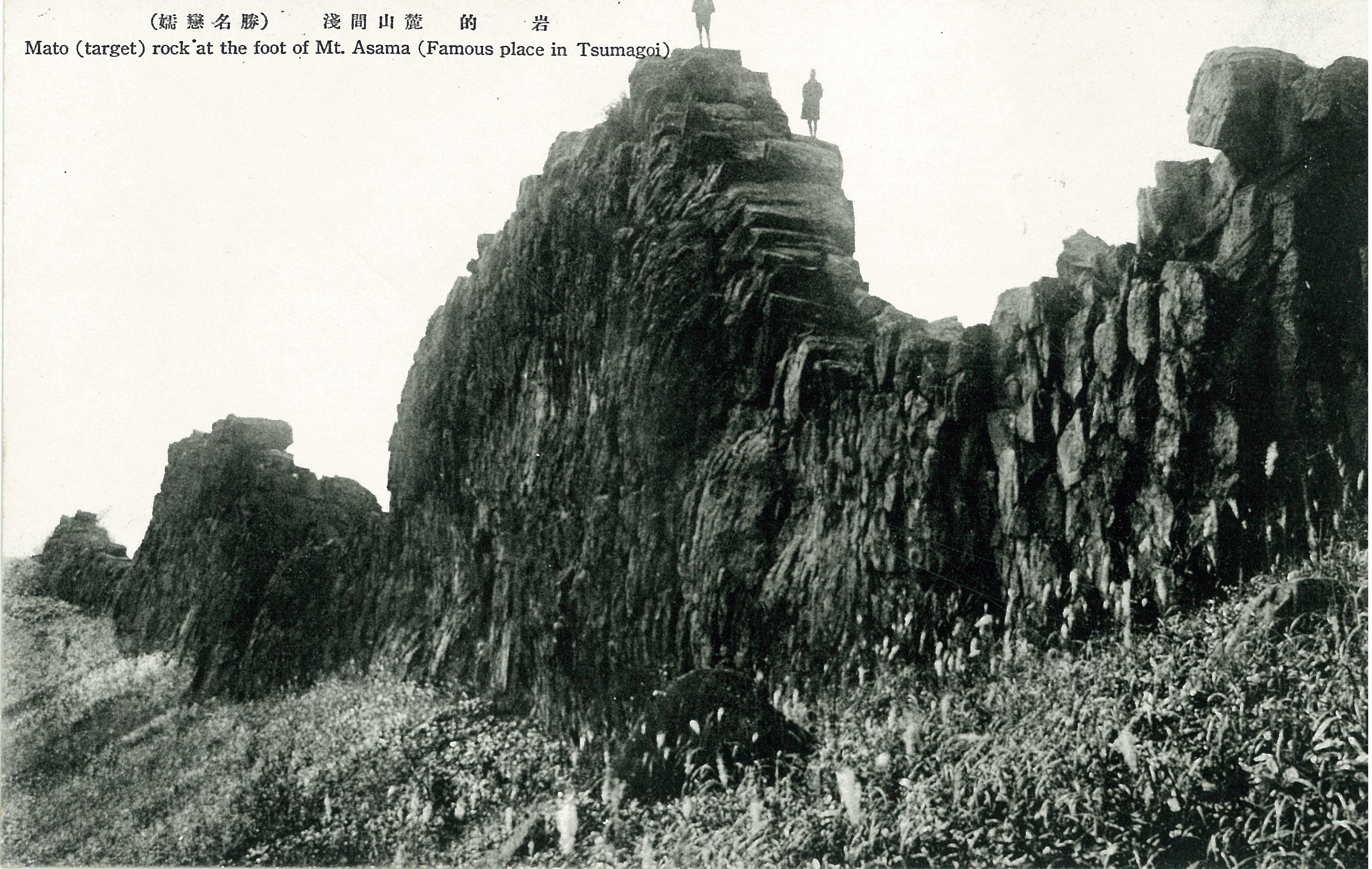
昭和初期の四阿山の的岩の絵葉書。岩脈の頂に2人の人間が立っている。周囲は当時草原で的岩の全景がよく見える。今日では植林されたカラマツが成長しており、このように岩脈を見ることは出来ない。

四阿山の的岩には、その名称の由来となった伝説が複数残されている。よく知られているものは源頼朝にまつわる伝説で、文献や資料によって細かな違いはあるが、おおむね次のような話である。
建久の頃、浅間山の山麓へ巻き狩りに来た頼朝は、的岩の東側へ沢を隔てた「賽の河原」と呼ばれる丘の上から、的岩の岩壁を的に見立て、上州側から弓を射ると、岸壁の一部が射抜かれたように信州側へ穴が開いた。するとどこからともなく力自慢の男が現れ、俺はこうだと手に持っていた握り飯を力いっぱい的岩へ向けて投げつけると、当たった場所の岩の表面が丸く凹んだという。
また、握り飯を投げたのは大人ではなく、身の丈3尺ほどの童子であったという話もあり、頼朝に「これを見よ」と握り飯を岩に投げつけると、飛び散った米粒が岩に多数刺さって跡がつき「鎌倉へ帰れ」と叫んで山の中へ消えていったとも伝えられている。このような弓を射る話から頼朝ではなく、強弓の名手として知られる源為朝であったとする伝承も存在する。
上州（群馬県）側では的岩の一帯を「天狗の露地」と古くは呼び、山岳信仰が盛んであった四阿山では山伏姿の修験僧が多く、的岩のような自然の驚異は天狗に結び付けられ、さらに四阿山は霊山でもあることから、鬼や童子の伝承が派生したと考えられている。

### 天然記念物の指定

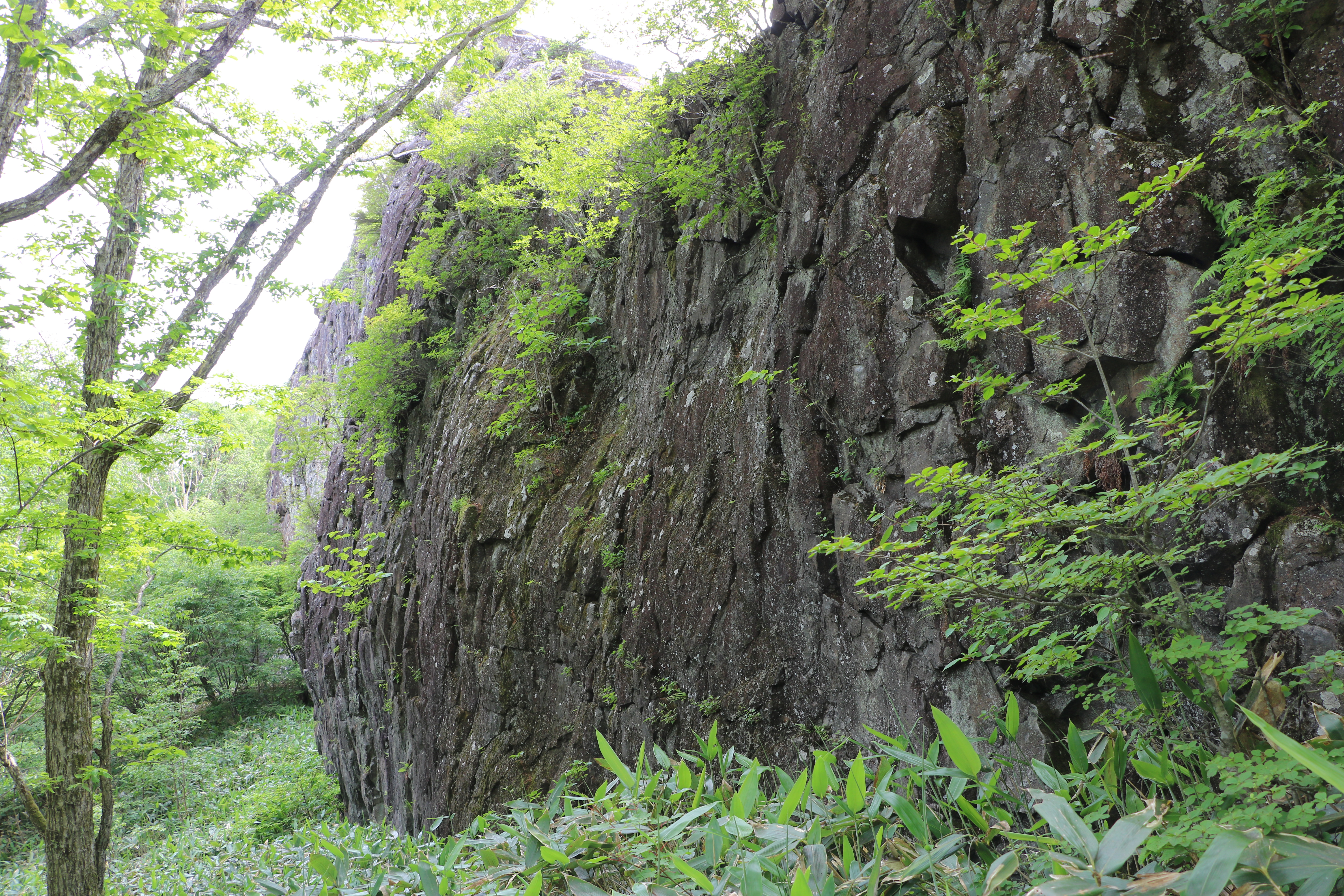
四阿山の的岩。
2022年6月27日撮影。

四阿山の的岩は1940年（昭和15年）2月10日に国の天然記念物に指定されたが、所在地は長野県側の上田市とされている。四阿山の的岩は正確には群馬県と長野県の県境に所在し、かつ太平洋側（群馬県）と日本海側（長野県）を隔てる大分水嶺上に位置しているが、国の天然記念物としての所在地は長野県上田市真田町で、所有者も「上田市共有財産組合」である。所在地が長野県側であることついて、群馬県側の嬬恋村が1977年（昭和52年）に編纂した『嬬恋村史 下巻』では次のように記されている。
| この岩脈は正しくは上信国境にあるが、長野県側の真田町がいちはやく申請して、昭和十五年二月十日付で国の天然記念物の指定を受けている。 |
| 嬬恋村誌編集委員会『嬬恋村誌 下巻』1977年6月1日。                                                                                  |

前述した四阿山に複数ある放射岩脈のひとつで四阿山山頂の東側山腹にある「鬼岩」も的岩と同系統の比較的規模の大きな岩脈であるため、1955年（昭和30年）8月15日に当時の嬬恋村は、群馬県教育委員会に対し「国指定天然記念物」の指定申請を前提とする文化財調査依頼を申請したが、この件に対する調査は行われることはなく、その後「鬼岩」は嬬恋村の村指定天然記念物になった。

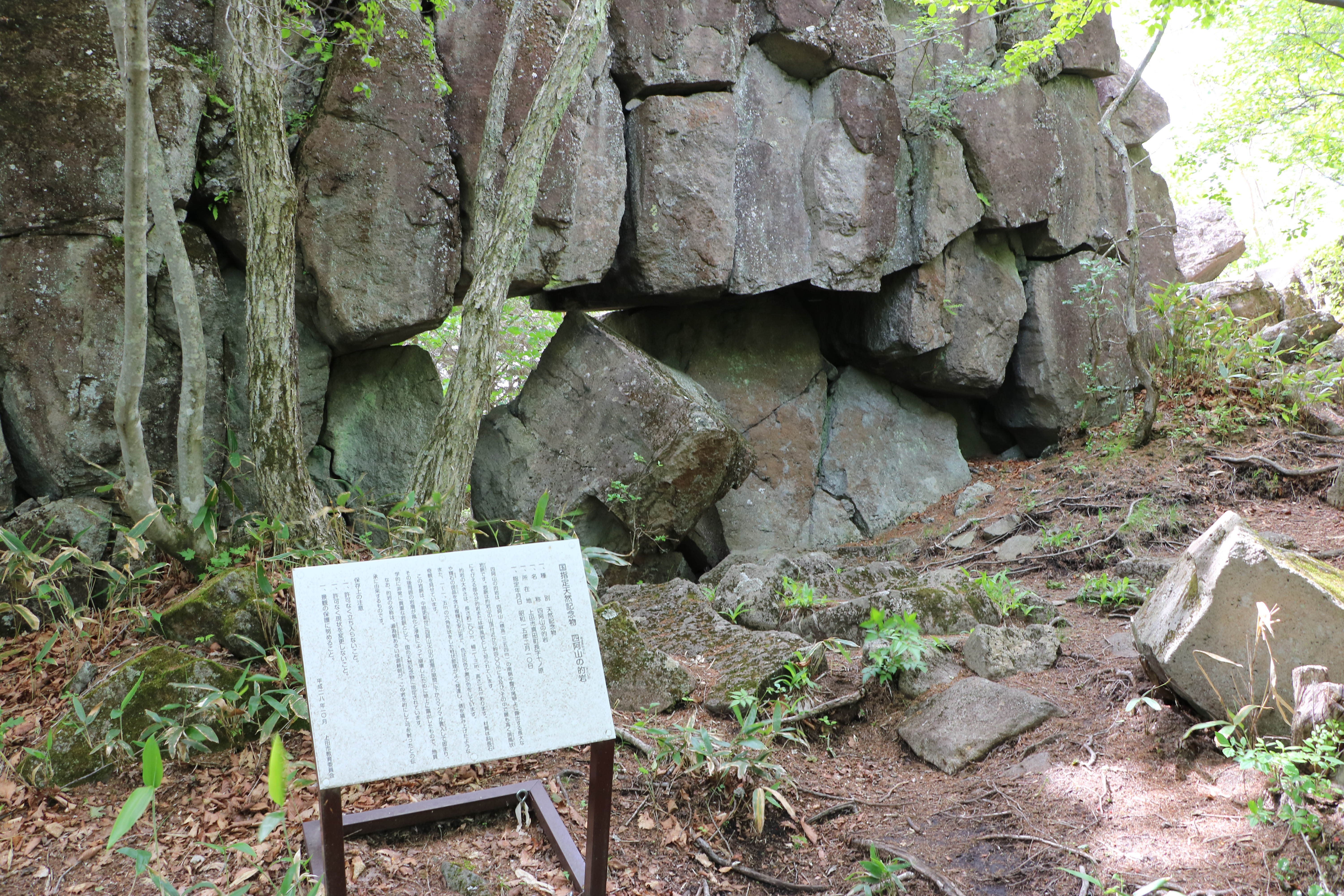
2016年（平成28年）10月に、上田市教育委員会により注意喚起を兼ねた説明板が設置された。
2022年6月27日撮影。

四阿山の的岩は四阿山への登山ルートのひとつである鳥居峠ルートの途中にあり、鬼岩と比較すると多くの登山者の目に留まることが多く、ロッククライミングの対象とされることもあるが、的岩は保護対象である国の天然記念物であり、許可なく現状を変更することは文化財保護法により禁止されている。しかし2016年（平成28年）6月、的岩に23本ものロッククライミング用のくさびが打ち込まれていることが確認された。文化財保護法に違反する疑いがあり、管理する上田市教育委員会では対応を協議し、的岩の解説を兼ねた看板を同年10月に作成し、許可なく的岩へ立ち入ること、許可なく現状を変更しないこと、景観の保護に努めること、などを記した看板を、四阿山の的岩の東側、頼朝伝承の射抜いた穴に隣接した場所に設置し、再発防止を促している。

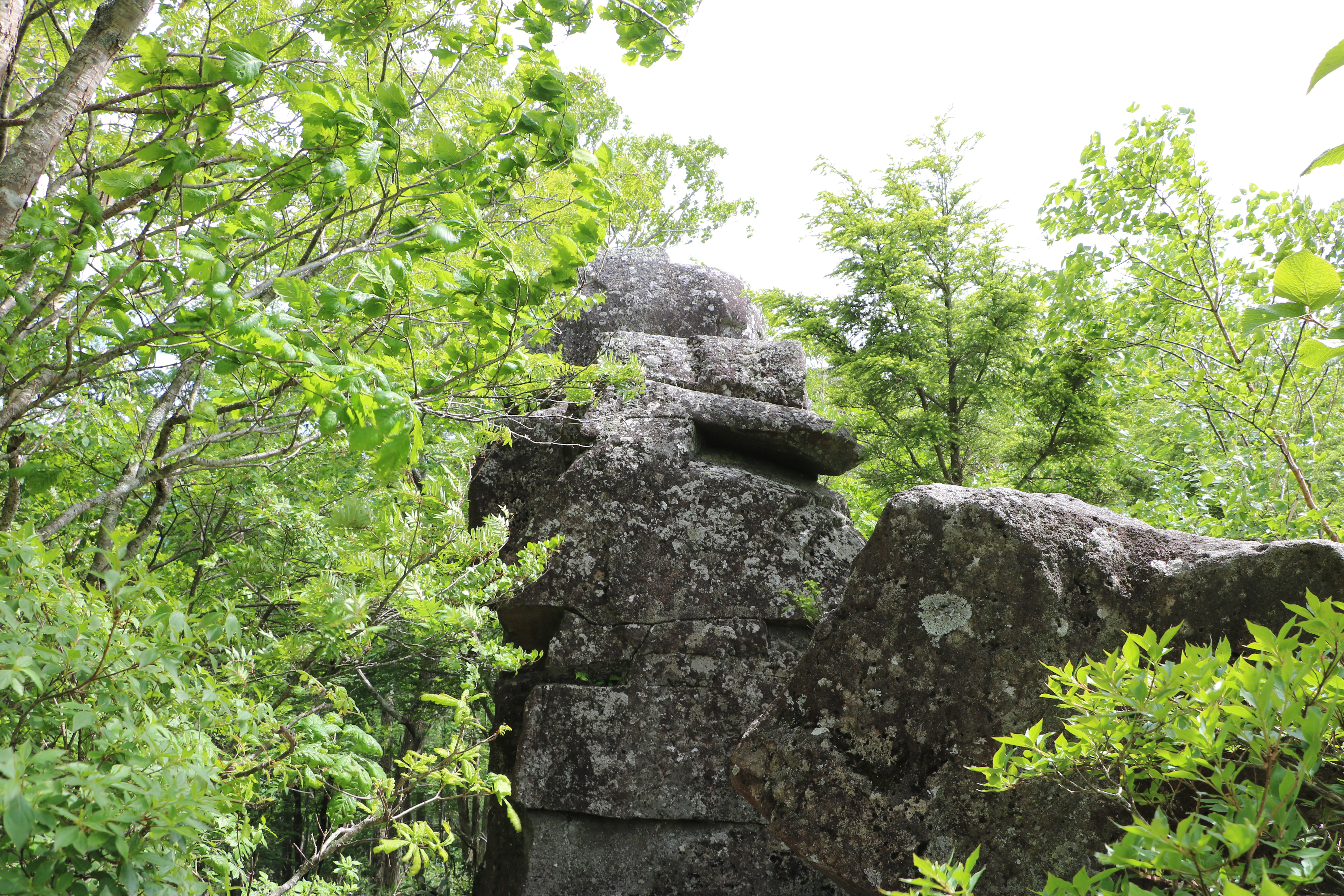
岩脈北端部（地上）より南方を撮影。右側が長野県、左側が群馬県。天然の県境を成している。2022年6月27日撮影。
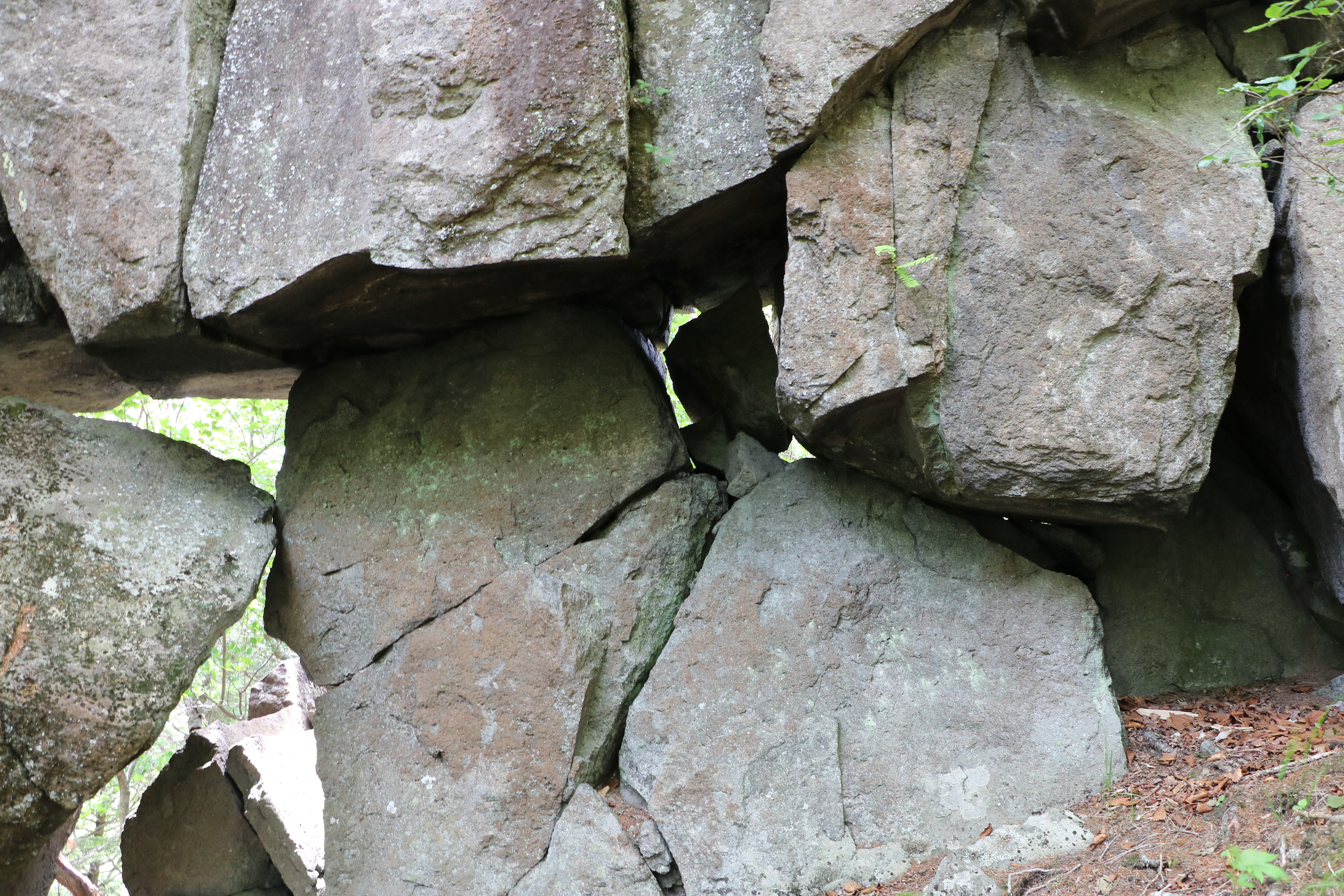
伝承の射抜かれた的以外の節理にも隙間が出来て反対側が見える。2022年6月27日撮影。
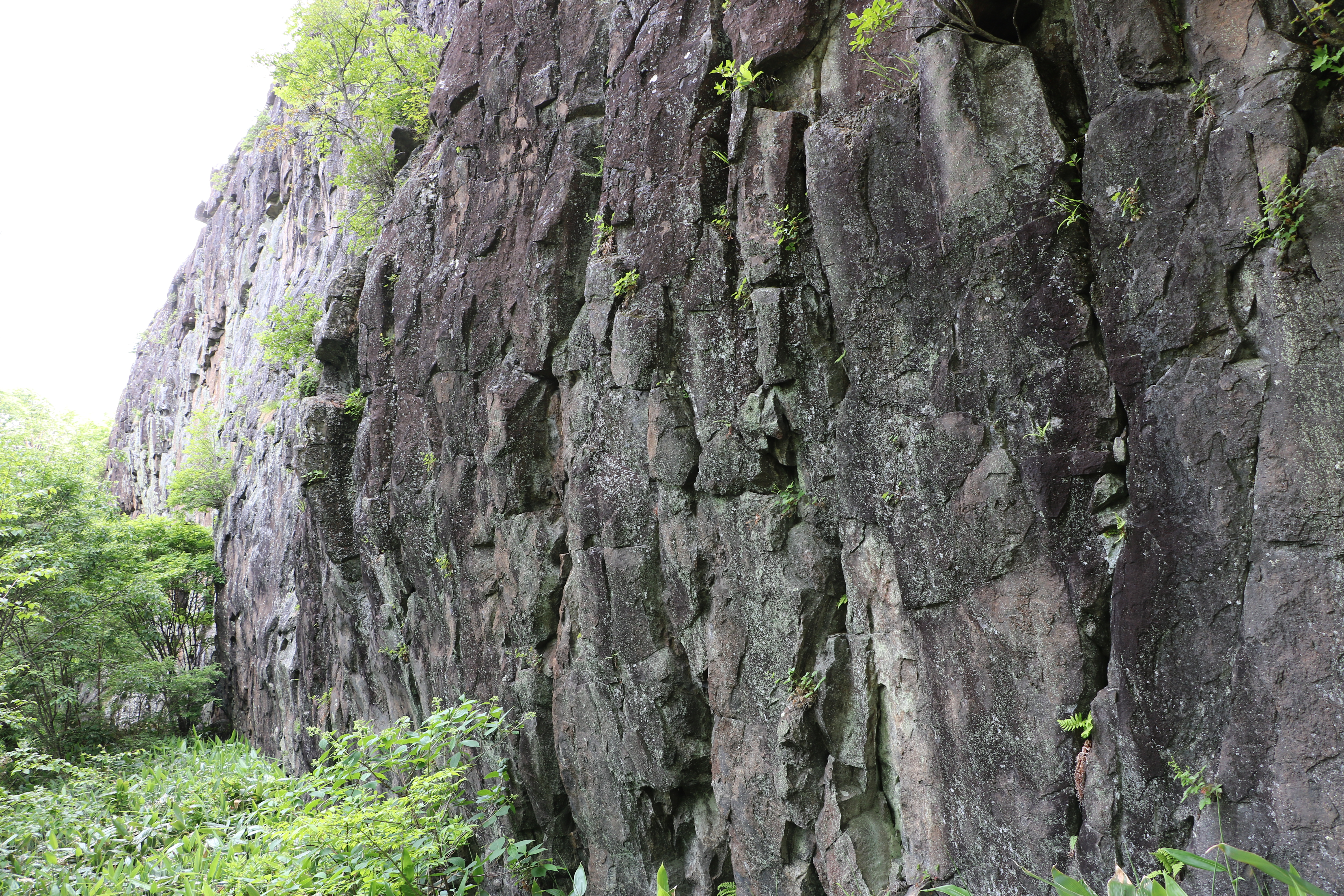
壁面の全体にわたり水平方向の柱状節理が明瞭に発達している。2022年6月27日撮影
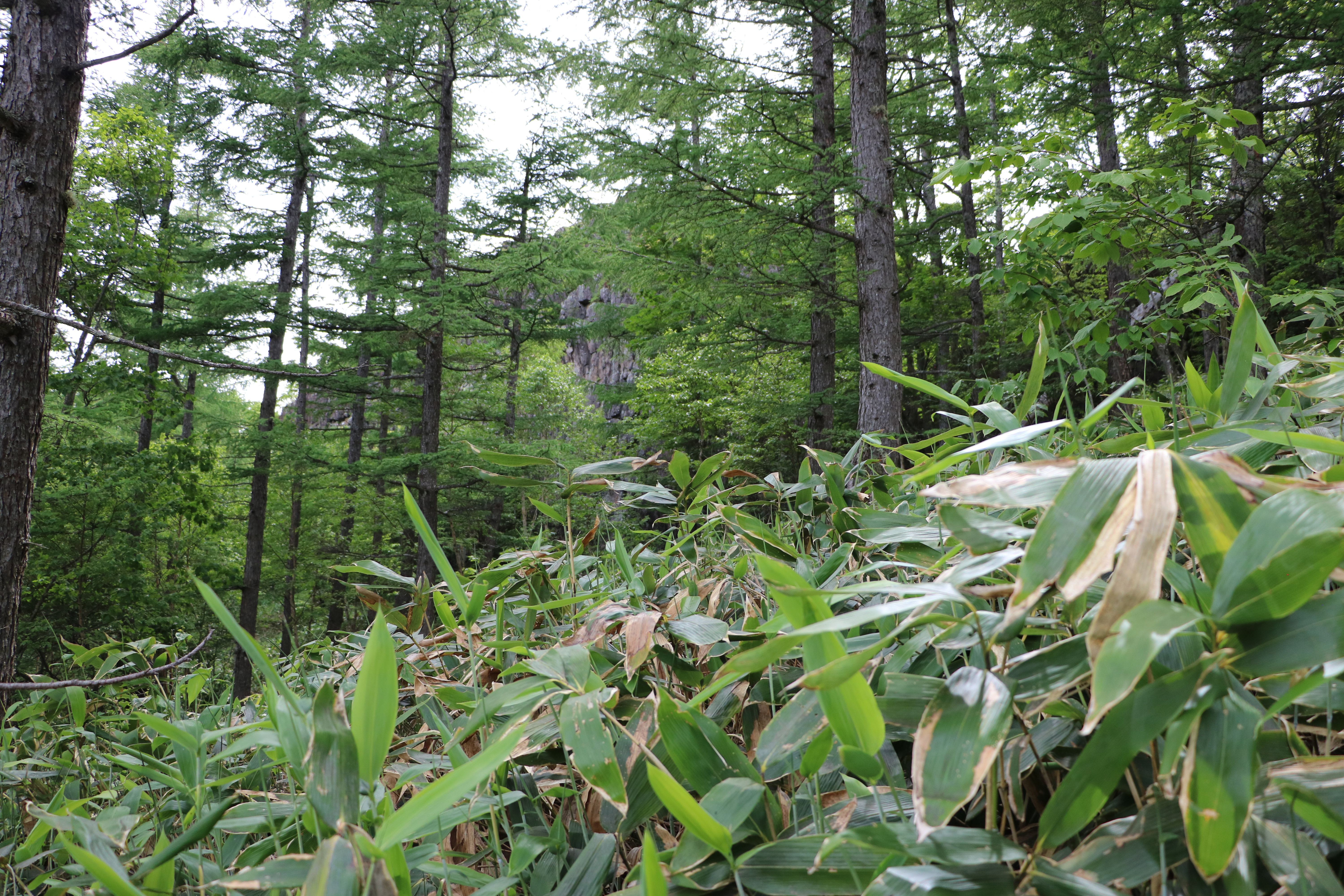
昭和初期の絵葉書とほぼ同じ地点からの的岩。カラマツの林の奥に見える。2022年6月27日撮影。

## 交通アクセス
所在地
- 長野県上田市真田町長。

交通
- 最寄りの鳥居峠への公共交通機関は存在しない。ここでは自家用車による鳥居峠への交通を示す。
  - 上信越自動車道上田菅平インターチェンジより国道144号線経由、約19キロメートル、車で約26分。
    - 鳥居峠より鳥居峠林道終点まで約3キロメートル徒歩約70分、林道終点から的岩まで約1キロメートル徒歩約50分。合計片道約4キロメートル。ただし鳥居峠林道は管理者の嬬恋村によって登山シーズン中に開放され、林道終点の登山口まで自家用車で進入可能となる[21][22]。